# 푸드갈라
자이나교에서 푸드갈라(Pudgala) 또는 푸드갈라스티카야(Pudgalāstikāya)는 여섯 가지 드라브야(Dravya), 즉 우리가 살고 있는 세계를 조작하는 현실의 측면 중 하나이다. 여섯 가지 드라브야에는 지바(jiva)와 아지바(ajiva, 무생물) 범주의 5중 구분인 다르마(dharma, 동작), 아다르마(adharma, 휴식), 아카샤(akasha, 공간), 푸드갈라(pudgala, 물질) 및 칼라(kala, 시간)가 포함된다. 칼라를 제외한 다른 드라브야와 마찬가지로 푸드갈라는 공간을 차지한다는 의미에서 아스티카야(astikaya)라고 불린다.
푸드갈라는 보충(추가/융합)으로 정의되는 'pud'라는 단어와 분해 또는 분할 또는 분열로 정의되는 gala라는 단어에서 파생된다. 그러므로 푸드갈라는 보충이나 분해의 과정을 거쳐 끊임없이 변화하는 모든 것, 즉 물질로 가장 잘 정의된다.
푸드갈라의 개별 단위는 파라마누(Paramanu)라고 불리는 모든 것이 만들어지는 재료이며, 보충 과정을 통해 결합하여 대략적으로 스칸다(Skandha)라고 불리는 집합체를 형성할 수 있다. 이는 항상 네 가지 특성, 즉 색(varna), 맛(rasa), 냄새(gandha) 및 특정 종류의 촉감(sparsha, touch)을 지니고 있다.
불교에서 푸드갈라(Pudgala)는 개인이나 사람으로 환생하는 실체, 즉 개인이 깨달음을 얻을 때까지 환생을 유지하는 경향의 묶음을 의미한다.